# Jurij Kovaltjuk
Jurij Valentinovitj Kovaltjuk (ryska: Юрий Валентинович Ковальчук), född 25 juli 1951 i Leningrad (nuvarande Sankt Petersburg) i Sovjetunionen, är en rysk fysiker, affärsman och medlem i Vladimir Putins innersta krets.
Jurij Kovaljuk är son till den ukrainske historikern Valentin Kovaltjuk (1916–2013) och yngre bror till Michail Kovaltjuk (född 1946). Han tog 1974 examen i fysik vid Leningrads statliga universitet och disputerade i fysik och matematik 1985. Åren 1987–1991 var han förste biträdande direktör för Ioffeinstitutet i dåvarande Leningrad. Han lade grunden till sin förmögenhet då han 1991, tillsammans med bland andra Vladimir Jakunin och fysikerkollegan Andrej Fursenko, tog över aktiemajoriteten i Bank Rossia från Sovjetunionens kommunistiska partis avdelning i Leningrad oblast.
Han har sedan tidigt 1990-tal ägt en datja i Solovjovka i Priozerskijdistriktet i Leningrad oblast, på östra stranden av sjön Komsomolskoje på Karelska näset utanför Sankt Petersburg. Där ingick han från 1996, tillsammans med Vladimir Putin, Vladimir Jakunin, bröderna Andrej och Sergej Fursenko, Viktor Mjatjin (född 1961), Vladimir Smirnov (född 1957) och Nikolaj Sjamalov (född 1960), i datjakooperativet och grindsamhället Ozero.
Jurij Kovaltjuk köpte 2017 vingården Novyj svit (ryska: Novij svet) på Krim, vilket var en av de första privatiseringarna på den ukrainska halvön efter Rysslands olagliga annektering av Krim.
Alexej Navalnyj publicerade 2021 på sin webbplats att Jurij Kovaltjuk sedan 2003 stått som ägare av Vladimir Putins stora residens på Valdajhalvön, som ligger mellan Uzjinskojesjön och Valdajskojesjön i Novgorod oblast nära staden Valdaj.
Hans son Boris Kovaltjuk (född 1977) är chef för energiföretaget Inter RAO.